# Ljubljana főpályaudvar
Ljubljana főpályaudvar (szlovénül: Železniška postaja Ljubljana) egy nemzetközi vasúti átmenő pályaudvar Szlovénia fővárosában Ljubljanában. Az állomás 1849 szeptember 16.-án nyílt meg, mikor a Déli Vasút megépítette és üzembe helyezte a Bécs és Trieszt közötti vasútvonalát. Marko Mušič építész tervei alapján 1980-ban volt felújítva. Az állomás előtt található a főváros autóbusz-pályaudvara is.
A közelben található a Szlovén vasúti múzeum.

## Forgalom
| Járat                           | Útvonal | Gyakoriság                                         |
| ------------------------------- | --- | -------------------------------------------------- |
| Dráva nemzetközi InterCity      | Budapest-Keleti – Budapest-Kelenföld – Tatabánya – Tata – Komárom – Győr – Csorna – Répcelak – Szombathely – Szombathely-Szőlős – Ják-Balogunyom – Egyházasrádóc – Körmend – Horvátnádalja – Csákánydoroszló – Rátót – Alsórönök – Haris – Szentgotthárd – Jennersdorf (Gyanafalva) – Fehring – (Feldbach →) Gleisdorf – Graz Ostbahnhof (← Graz Don Bosco) – Graz Hauptbahnhof (← Puntigam) – Leibnitz – Spielfeld-Straß – Maribor – Pragersko – Celje – Laško – Zidani Most – Trbovlje – Ljubljana | Napi 1 pár                                         |
| Citadella nemzetközi InterCity  | Budapest-Déli – Budapest-Kelenföld – Székesfehérvár – Várpalota – Pétfürdő – Veszprém – Ajka – Jánosháza – Ukk – Zalabér-Batyk – Zalaszentiván – Zalaegerszeg – Zalalövő – Őriszentpéter – Hodoš (Őrihodos) – (Mačkovci (Mátyásdomb) →) Murska Sobota (Muraszombat) – Lipovci (Hársliget) – Ljutomer mesto (← Ivanjkovci) – Ormoz – Ptuj – Pragersko – Celje – Laško – (Rimske Toplice →) Zidani Most – Trbovlje – Zagorje – (Litija →) Ljubljana                                                    | Napi 1 pár                                         |
| Istria nemzetközi expresszvonat | (közvetlen kocsikkal Budapest-Déli felől) (Boba →) Zalaegerszeg – Zalalövő – Őriszentpéter – Hodoš (Őrihodos) – Murska Sobota (Muraszombat) – Ptuj – Maribor – Pragersko – Poljčane – Šentjur – Celje – Laško – Zidani Most – Hrastnik – Trbovlje – Zagorje – Litija – Ljubljana (közvetlen kocsikkal: Borovnica – Postojna – Pivka – Ilirska Bistrica – Šapjane – Jurdani – Opatija Matulji – Rijeka) – Borovnica – Logatec – Rakek – Postojna – Pivka – Divača – Hrpelje-Kozina – Koper            | Nyáron napi 1 pár                                  |
| Pohorje InterCity               | Hodoš (Őrihodos) – Murska Sobota (Muraszombat) – Ljutomer mesto – Ormož – Ptuj – Kidričevo – Pragersko – Poljčane – Sentjur – Celje – Laško – Zidani Most (← Hrastnik) – Trbovlje – Zagorje – Litija – Ljubljana (nyáron tovább: Borovnica – Logatec – Rakek – Postojna – Pivka – Divača – Hrpelje-Kozina – Koper) | Napi 1 pár                                         |
| Koper InterCity                 | Ljubljana – Ljubljana Tivoli – Borovnica – Logatec – Rakek – Postojna – Pivka – Divača – Hrpelje-Kozina – Koper | Napi 1 pár                                         |
| Sava InterCity                  | Ljubljana – Litija – Zagorje – Trbovlje – Zidani Most – Sevnica – Krsko – Dobova – Zagreb Glavni kolodvor (Zágráb) – Dugo Selo – Ivanić-Grad – Kutina – Banova Jaruga – Novska – Nova Gradiška – Nova Kapela – Slavonski Brod – Strizivojna-Vrpolje – Vinkovci | Napi 1 pár                                         |
| Mimara EuroCity                 | Ljubljana – Zidani Most – Sevnica – Dobova – Zagreb Glavni kolodvor (Zágráb) | Napi 1 pár                                         |
| Emona EuroCity                  | Ljubljana – Zagorje – Trbovlje – Zidani Most – Laško – Celje – Pragersko – Maribor – Spielfield-Straß – Leibnitz – Graz Hbf – Bruck an der Mur – Kapfenberg – Mürzzuschlag – Wiener Neustadt Hbf – Wien Meidling – Wien Hbf (Bécs) | Napi 1 pár                                         |
| Lisinski EuroNight              | Salzburg Hbf – Villach Hbf – Jesenice – Lesce Bled – Kranj – Ljubljana – Zidani Most – Sevnica – Dobova – Zagreb Glavni kolodvor (Zágráb) | Napi 1 pár                                         |
| EuroNight                       | Schwarzach-st. Veit – Bad Hofgastein – Bad Gastein – Mallnitz-Obervellach – Spittal-Millstättersee – Villach Hbf – Jesenice – Lesce Bled – Kranj – Ljubljana – Zidani Most – Sevnica – Dobova – Zagreb Glavni kolodvor (Zágráb) | Napi 1 pár                                         |
| Opatija éjszakai gyorsvonat     | Rijeka (Fiume) – Opatija Matuji – Jurdani – Šapjane – Ilirska Bistrica – Pivka – Postojna – Borovnica – Ljubljana – Kranj – Lesce Bled – Jesenice – Villach Hbf – Salzburg Hbf – Rosenheim – München Ost – München Hbf | Heti 4 pár                                         |
| gyorsvonat                      | Ljubljana – Ljubljana Tivoli – Ljubljana Dolgi Most – Brezovica – Notranje Gorice – Preserje – Borovnica – Logatec – Planina – Rakek – Postojna – Prestranek – Pivka – Gornje Lezece – Divača – Povir – Sežana (napi 2 tovább: Villa Opicina – Trieste Centrale) | 1-2 óránként                                       |
|                                 | Praha hl.n. – Brno-Židenice – Brno hl.n. – Břeclav – Bratislava hl.st. – Győr – Budapest-Kelenföld – Zagreb Gl. kol. – Ogulin – Rijeka / Gračac – Split | Nyáron napi 1 pár, elő- és utószezonban heti 3 pár |

## Vasútvonalak
Az állomást az alábbi vasútvonalak érintik:
- Spielfeld-Straß–Trieszt-vasútvonal
- Tarvisio–Ljubljana-vasútvonal
- Ljubljana-Zágráb-vasútvonal

## Kapcsolódó állomások
A vasútállomáshoz az alábbi állomások vannak a legközelebb:
- Ljubljana Polje railway station
- Ljubljana Moste railway station
- Lubiana Tivoli railway station
- Ljubljana-Šiška railway station
- Ljubljana Vodmat rail halt

## Képgaléria

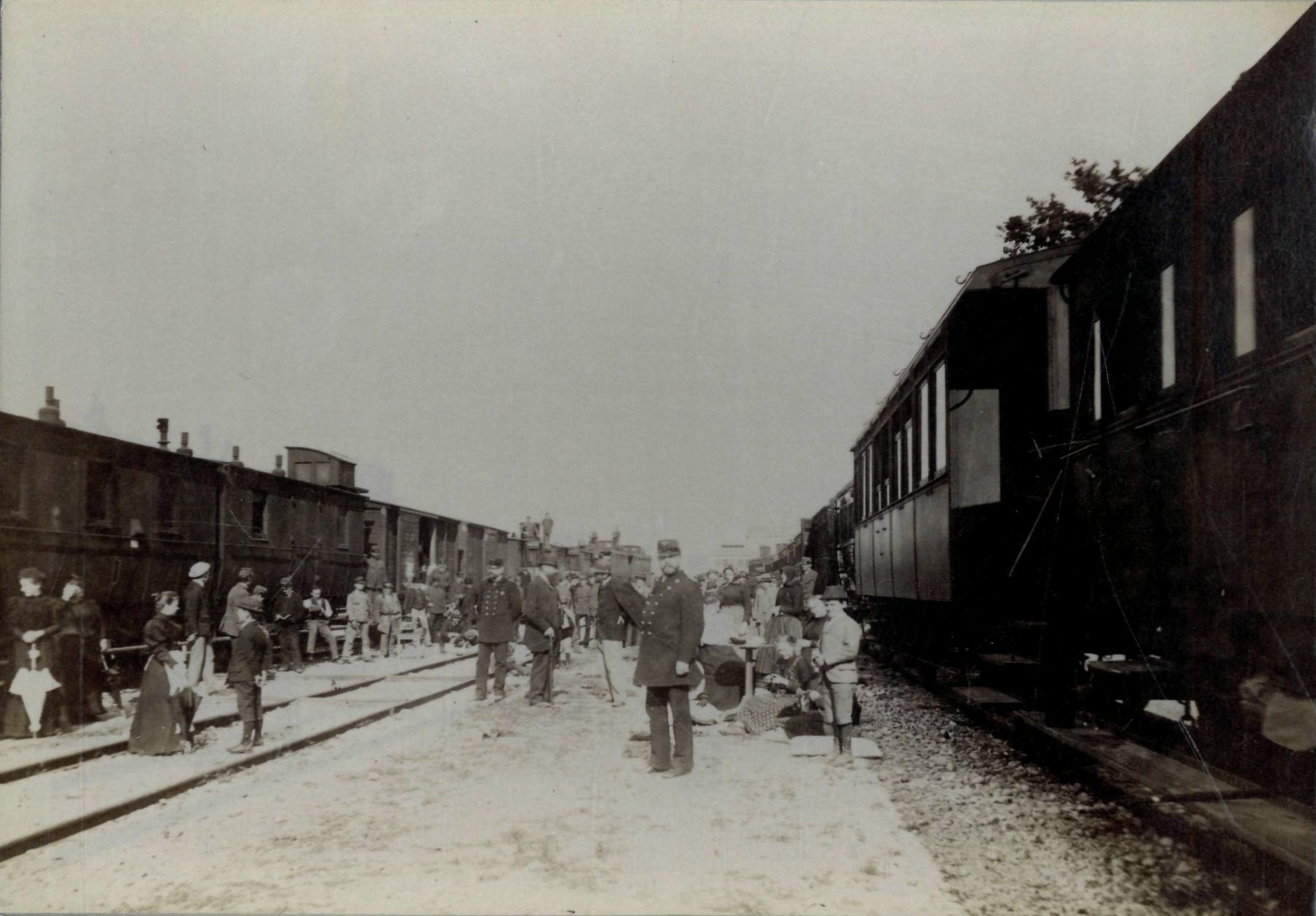
A vasútállomás 1895-ben
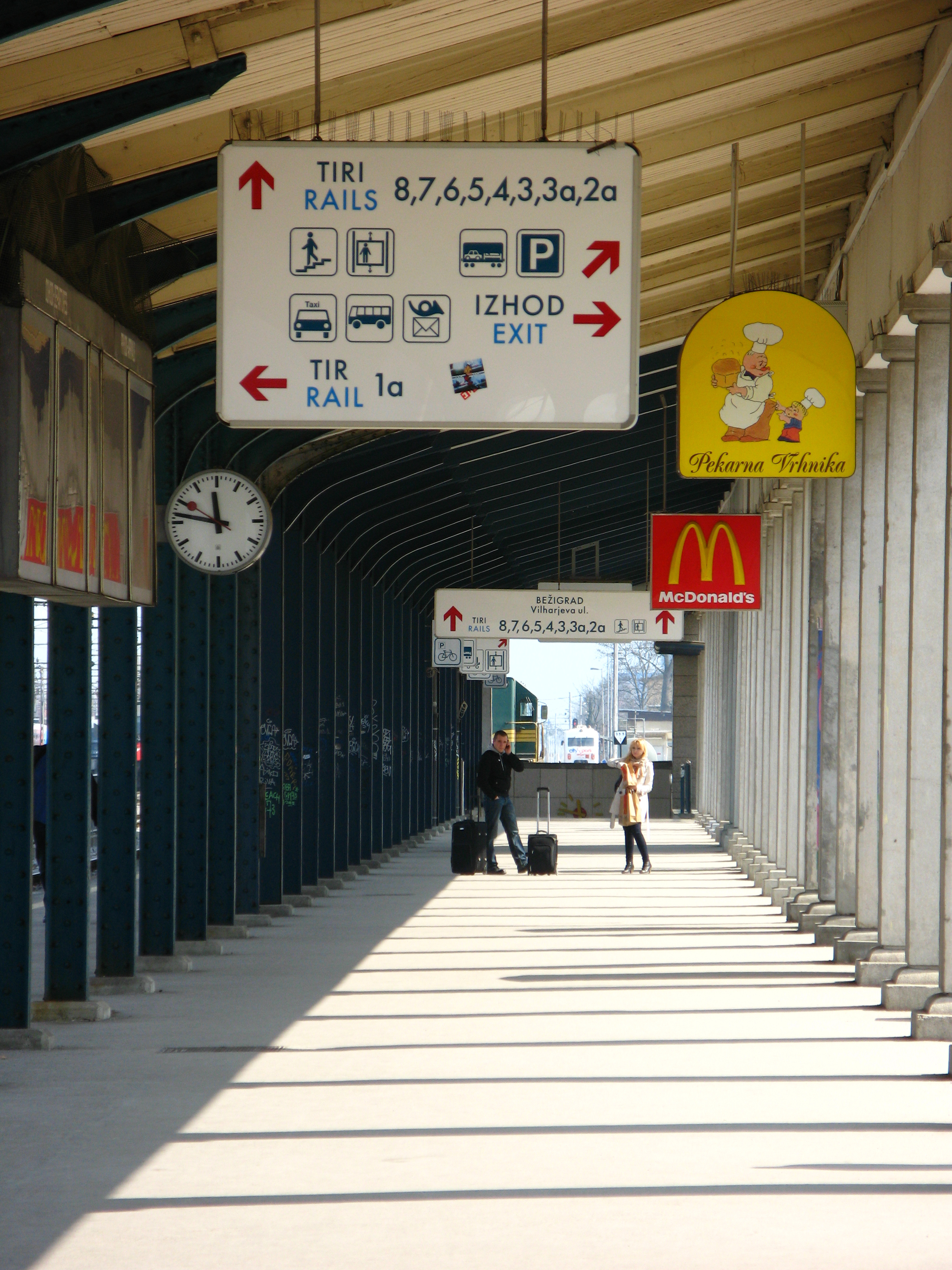
Váróterem
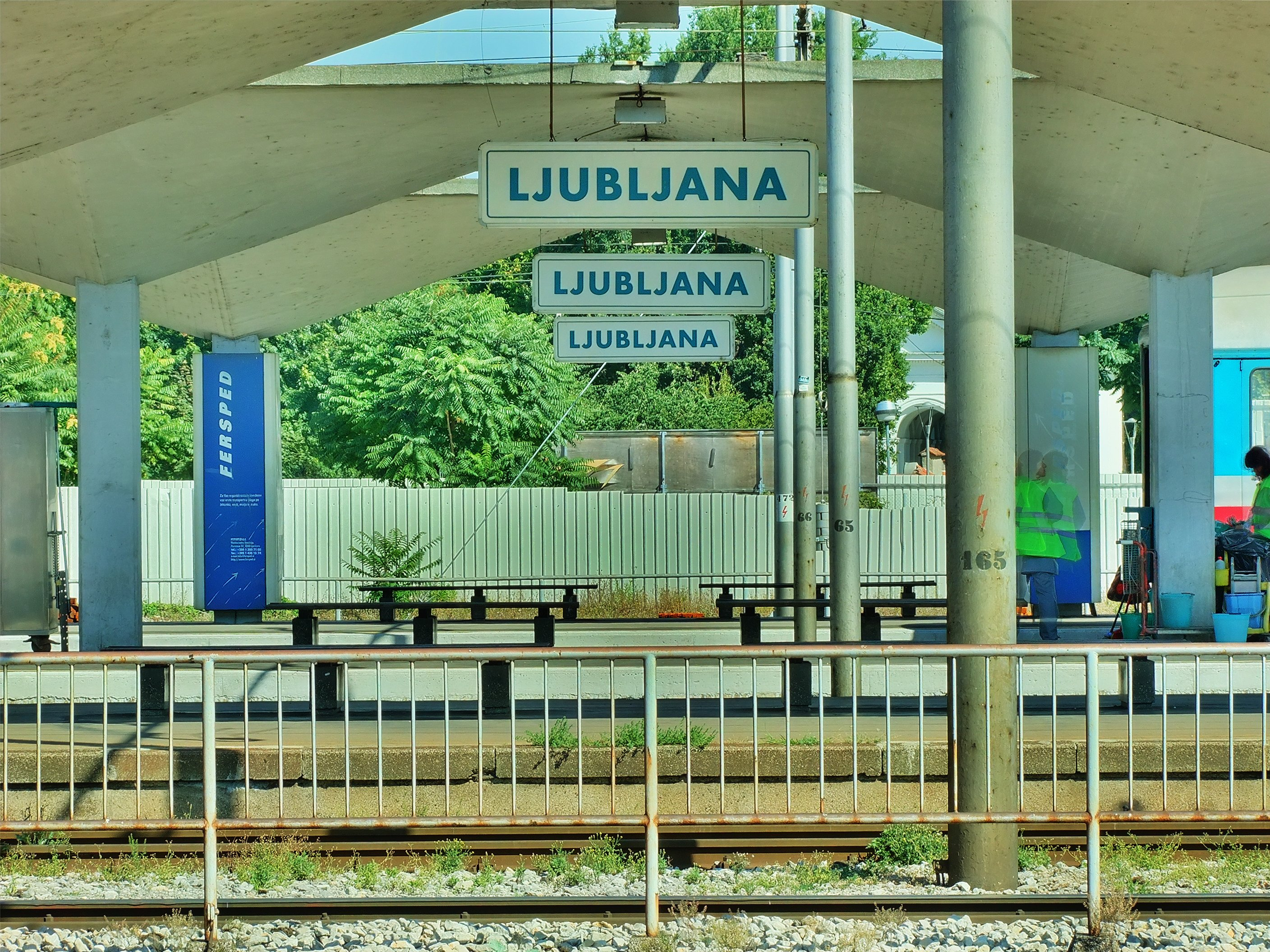
Vágányok
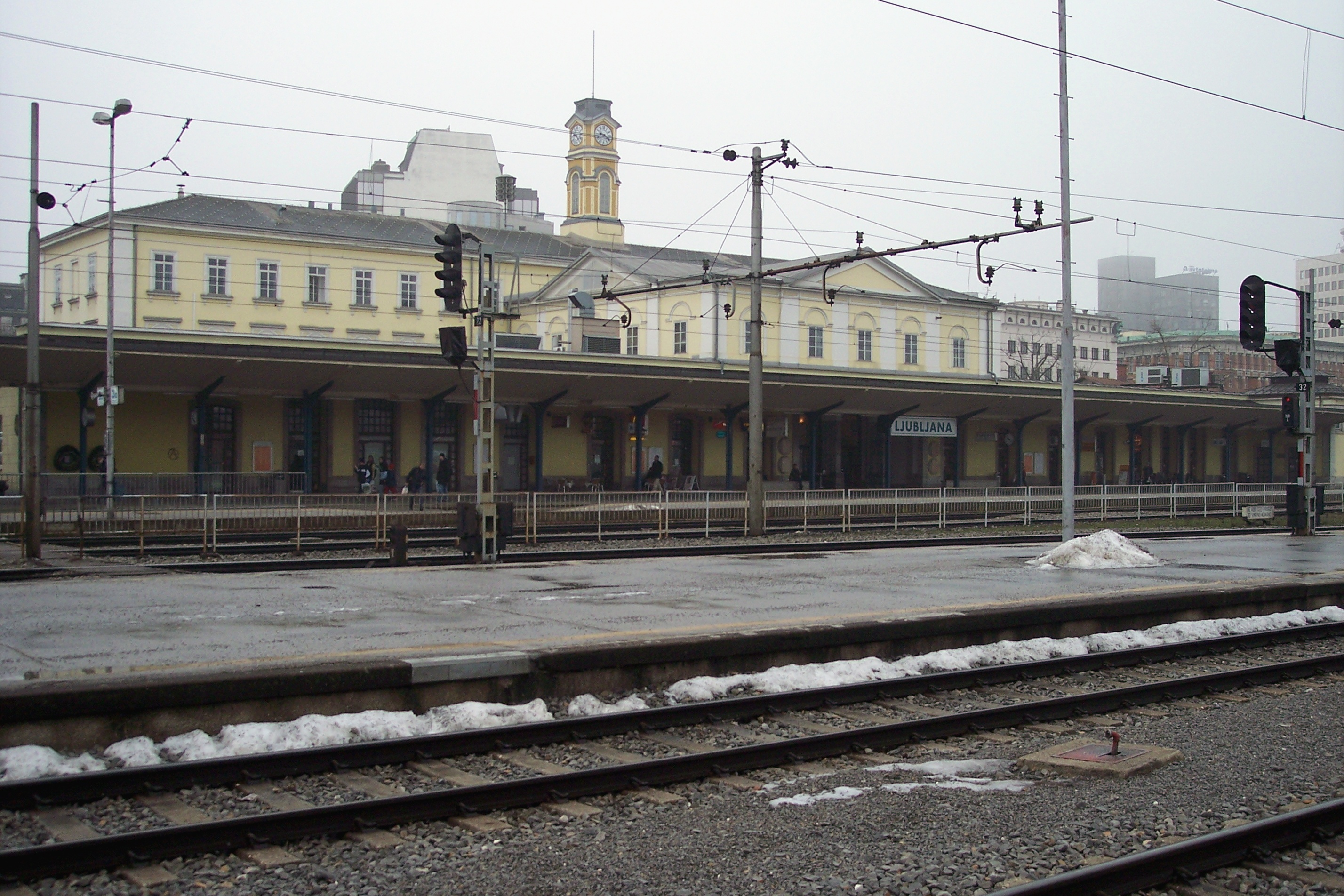
A homlokzat a vágányok felől